# Suhm
Suhm er en uddød dansk adelsslægt tilhørende lav- og brevadelen.
Slægen var oprindeligt en holstensk patricierslægt, som uden at kunne føre noget afgørende bevis prætenderer afstamning fra den rügiske adelsslægt von Zuhm. Slægtens stamfader Valentin Suhm (1537-1613), der var borgmester i Kiel, var bedstefader til notarius publicus i København, magister Valentin Suhm (1604-1654), hvis sønner var rådmand i Skien, købmand i Arendal og postmester i Sandø Michael Suhm (1632-1686) — fra hvem en norsk linje stammer — og amtsforvalter og råd i Pinneberg Henrik Suhm (1636-1700), der 1683 fik våbenbrev. Han var fader til polsk gesandt i Paris, gehejmekrigsråd Burchard Suhm (1666-1720), til kursachsisk generalmajor Ernst Heinrich von Suhm (1668-1729) og til admiral Ulrik Frederik Suhm (1686-1758), hvis søn, historiker, kammerherre Peter Frederik Suhm (1728-1798) var fader til Petra Friderica Christiane Suhm (1799-1837), gift med oberstløjtnant Morten Willemoes-Suhm (1787-1865), som 21. november 1820 optoges i adelstanden med det sammensatte navn. 
Ovennævnte gehejmekrigsråd Burchard Suhm (1666-1720) blev 4. november 1689 viet med Gesilla Brüggemann (1672-1711), datter af Nicolaus Brügmann. De blev forældre til envoyé i Frankrig Ulrich Friedrich von Suhm (1691-1740), til kursachsisk generalløjtnant Peter von Suhm (1696-1760), kursachsisk diplomat Nicolaus von Suhm (1697-1760) og til dansk schoutbynacht og guvernør Henrich Suhm (1693-1744), hvis søn var justitiarius, konferensråd Anker Andreas Suhm (1721-1788).
Slægten uddøde på sværdsiden 1798 med Peter Frederik Suhm. Slægten Willemoes-Suhm uddøde 1934.